# Kerman
Pour l’article homonyme, voir Kerman (Californie) pour la ville californienne.

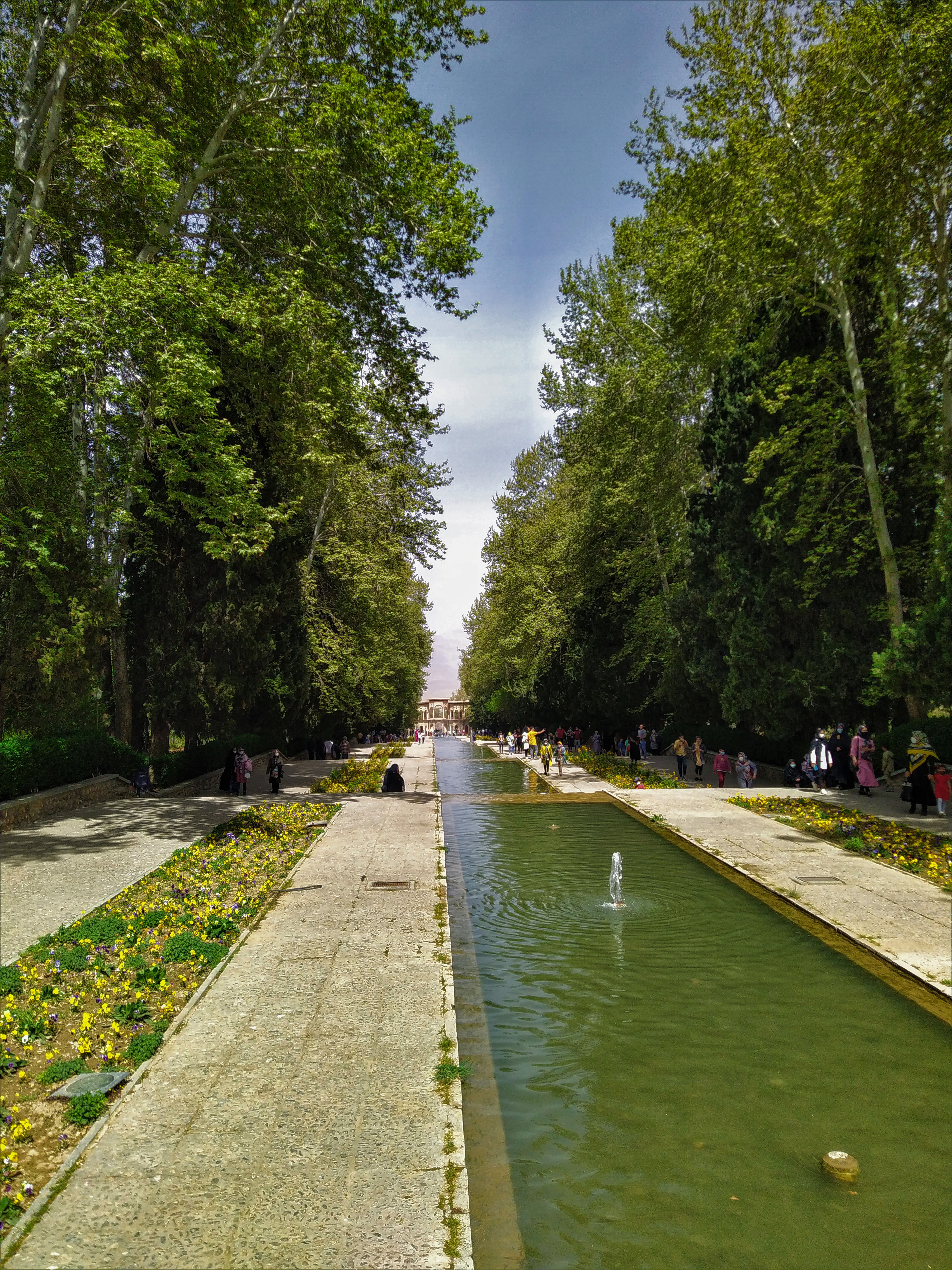
Jardin historique et mondial du prince Mahan de Kerman.

Kerman ou Kirman (en persan : کرمان) est une ville métropole iranienne, plus grande ville du sud-est de l'Iran. C’est le chef-lieu de la province de Kerman. Kerman est l'une des villes les plus importantes, les plus grandes et les plus historiques d'Iran.
La ville a probablement été fondée par le roi sassanide Ardachir Ier au IIIe siècle.
Kerman est un centre de production de tapis persans.

## Démographie
D'après une étude, la population s'élevait à 738 374 habitants en 2016.
La densité est de 3077 hab./km².

## Géographie
La superficie de la ville est de 240 km².

## Climat
Le climat de Kerman est semi-désertique. La haute altitude de la ville de Kerman a provoqué une relative modération du climat dans la ville de Kerman. Kerman a des étés assez chauds et des hivers froids, mais en général, le temps à Kerman est relativement doux et plus frais que dans de nombreuses villes.

## Histoire
Selon l'historien chaldéen et prêtre du temple de Marduk en 539-538, dont les livres sont l'une des sources les plus importantes de l'histoire de l'époque de Cyrus, Kerman était l'une des provinces de Cyrus et était considérée comme un lieu sûr.   
À l'époque de Darius le Grand, le nom de Kerman est l'une des provinces achéménides. Dans l'inscription d'un bâtiment de Suse, il y a le nom d'un arbre qui servait à fortifier les bâtiments, peut-être le palais. Kerman était le lieu de production de cet arbre.  
Kerman prospère aux XIe et XIIe siècles sous le gouvernement d'une branche cadette des Seldjoukides. La ville est dévastée au XIIIe siècle par les Mongols, et ne retrouve sa prospérité que sous les Safavides, uniquement pour être à nouveau éprouvée au XVIIIe siècle par l'invasion afghane hotaki et Nader Chah. 
En 1794, la cité est saccagée par les troupes kadjares commandées par Agha Mohammad Chah. Après la chute de la ville, 20 000 hommes sont soit aveuglés, soit tués. La ville ne se remettra jamais totalement de ses traumas du XVIIIe siècle.
Le 3 janvier 2024, des attentats à la bombe font une centaine de morts, lors de commémorations près de la tombe du général Qassem Soleimani, mort quatre ans plus tôt.

## Patrimoine culturel

### Architecture
Cette ville comporte plusieurs chefs-d'œuvre architecturaux, et notamment : 
- La Mosquée Malek construite à la fin du XIe s est l'une des plus anciennes de Kerman.
- La Grande Mosquée : une des plus belles mosquées du pays, construite en 1174.
- Le complexe Gandj Ali Khan : il comprend une école, un caravansérail, un bain, un réservoir d’eau, une mosquée et un marché.
- Le bain Gandj Ali Khan : un des chefs-d’œuvre architecturaux du pays.
- Le complexe Vakil :  il  abrite un marché, un bain, une mosquée et un caravansérail.

### Sites annexes
Elle est entourée de plusieurs lieux importants tels que :
- Le village de Mahan situé à 35 km au sud-est de Kerman, sur la route Kerman-Bam, avec son fameux mausolée et le jardin de Shahzadeh. L'existence d'abondantes sources d'eau a contribué à la prospérité de cette région. L'architecture de certains bâtiments remonte au XIIe siècle.
- La citadelle de Bam : située au nord-est de la ville de Bam, c'est l’ancienne ville de Bam. Elle est également entourée de jardins, de maisons et de terres agricoles. Victime d'un violent tremblement de terre (au moins 30 000 morts), ce fut le site du tournage du film Le Désert des Tartares (tiré de l’œuvre de Dino Buzzati) en raison de sa ville médiévale spectaculaire.
- Le château de Rayen se trouve à 60 km au sud de Kerman.

## Soins de santé
Kerman est l'une des villes médicales et universitaires les plus importantes d'Iran. 
Kerman est l'une des villes les plus importantes d'Iran pour les greffes d'organes. Des opérations de greffes d'organes difficiles, telles que les greffes de foie, sont effectuées dans cette ville et dans quelques autres villes d'Iran.

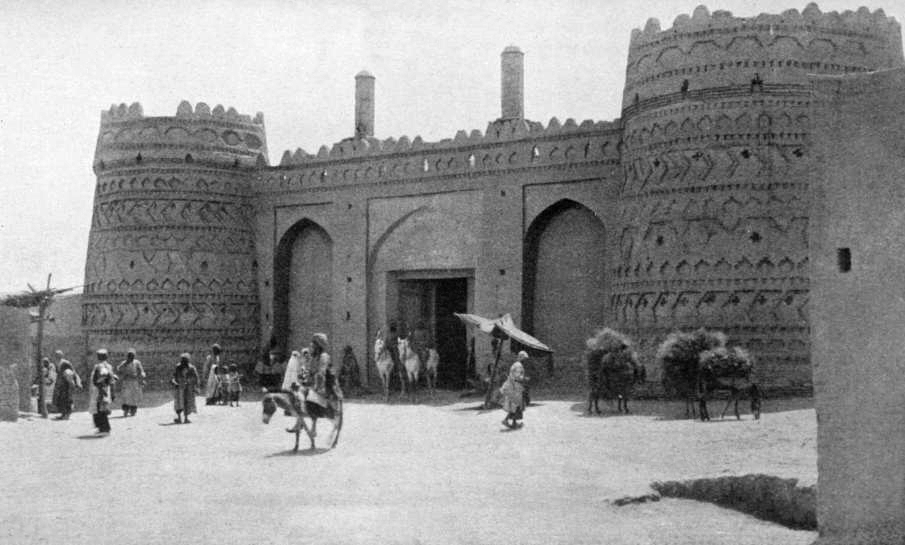
La porte de la Masjid, où Agha Mohammad Khan entra dans la ville avant d'y commettre des atrocités.
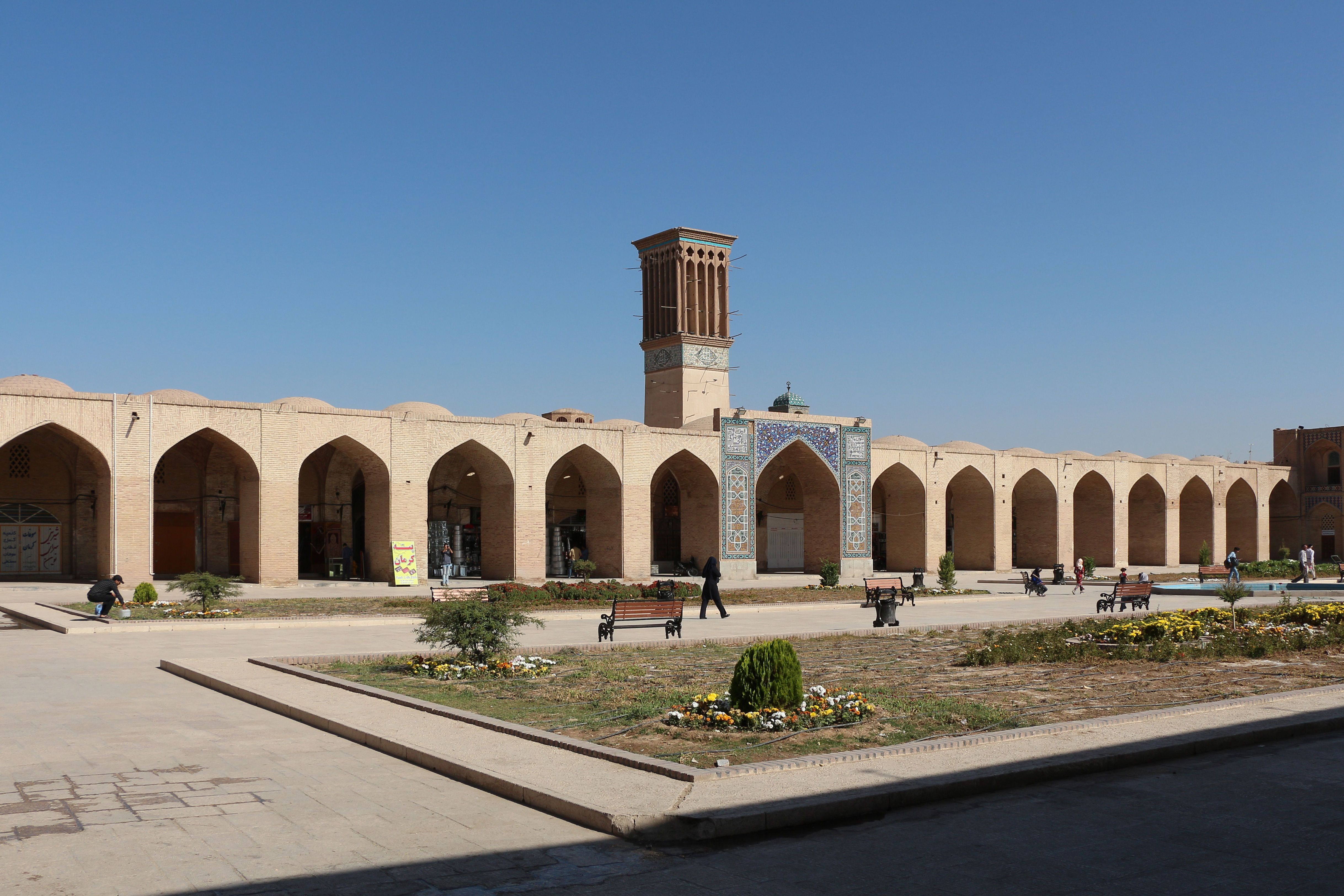
Complexe Ganjali Khan.
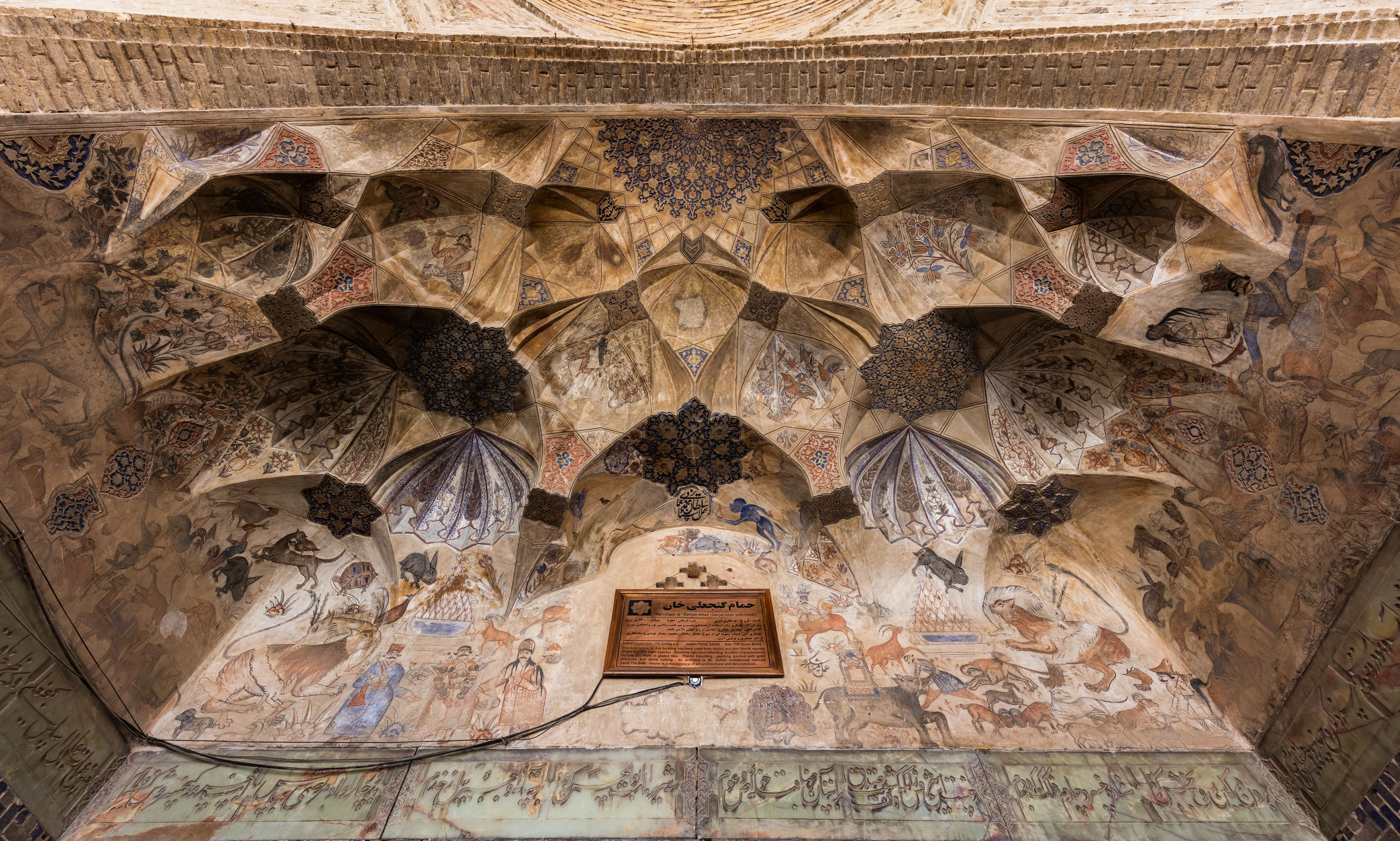
Ganjali khan.
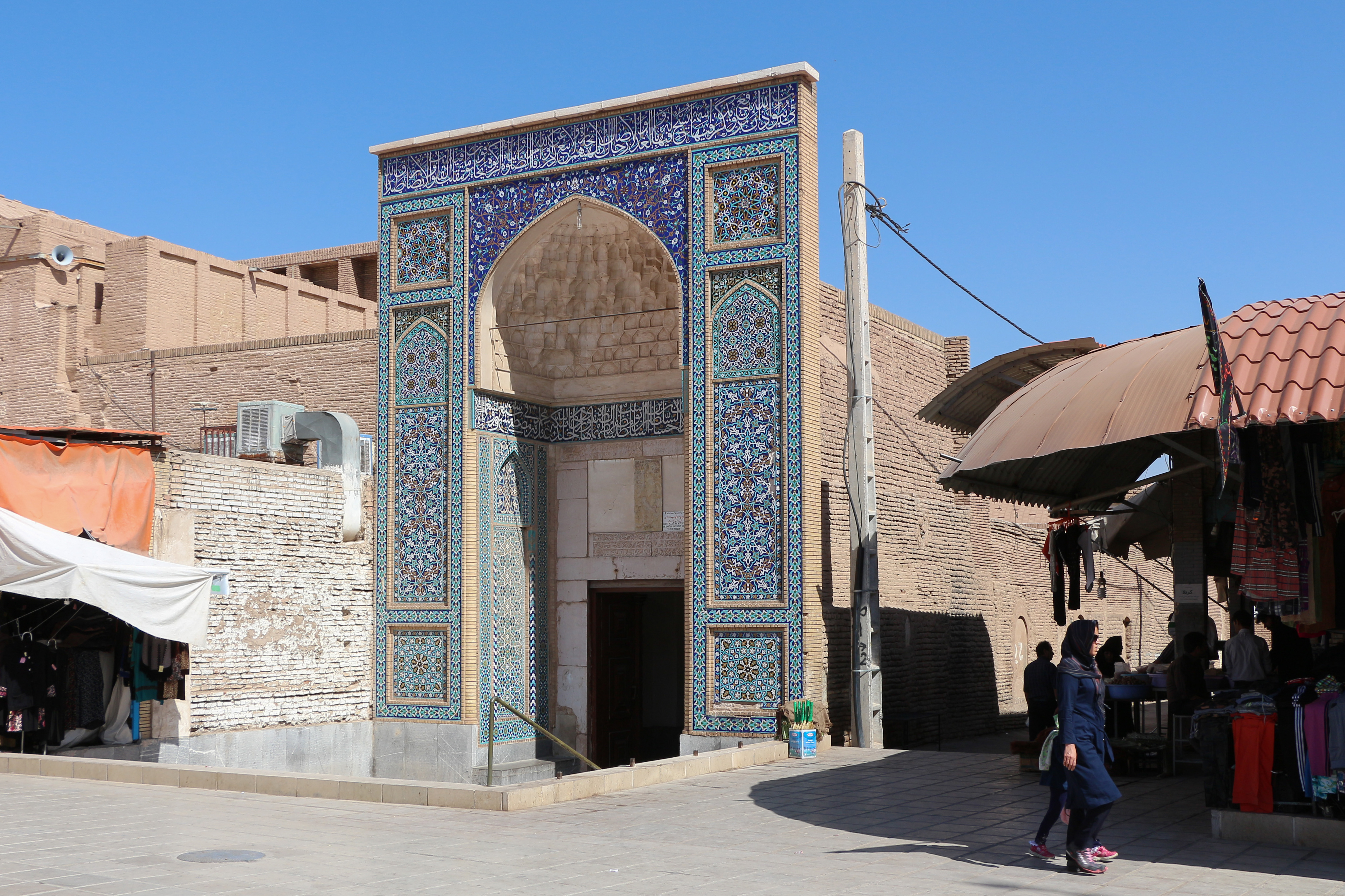
Mosquée du Vendredi.
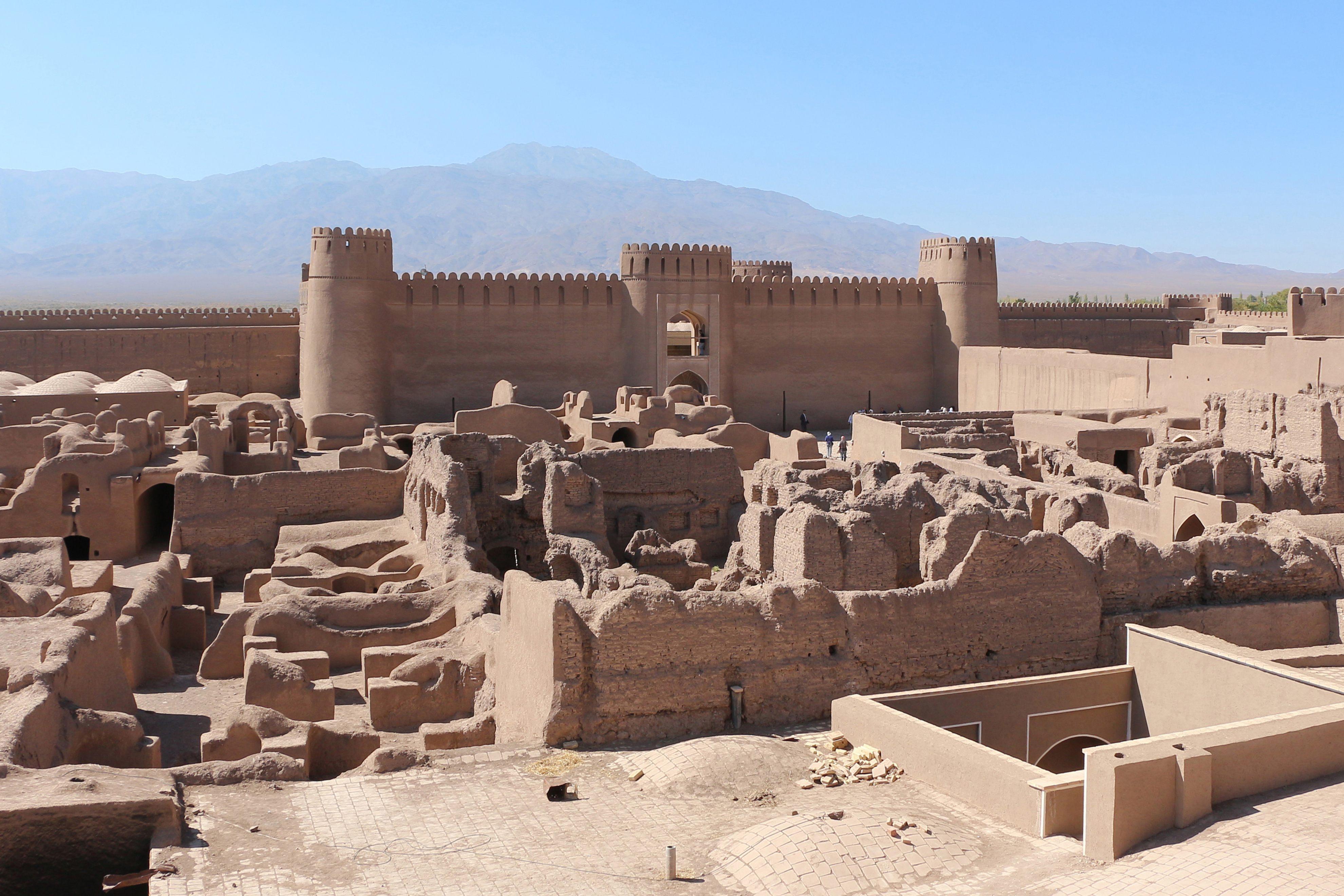
Citadelle de Rayen.

## Citation
« Kerman est le cœur du monde »

 — Shah Nemotallah Vali, (poète soufi du XIVe siècle).

## Transport
- La compagnie aérienne Mahan Airlines dessert la ville.

Kerman possède les trois systèmes de transport : aérien, ferroviaire et routier.

## Personnalités
- Khadjou Kermani : poète persan du XIVe siècle.
- Homayoun Sanaatizadeh : écrivain iranien, fondateur d'une manufacture d'eau de rose à Kerman, mort dans cette ville.
- Ali Akbar Ahmadian, secrétaire du Conseil suprême de sécurité nationale.
- Ghassem Soleimani, général et organisateur de l'influence ainsi que des opérations militaires iraniennes au Moyen-Orient, tué en 2020, est enterré à Kerman.